# Mordellaria pulchella
Mordellaria pulchella is een keversoort uit de familie spartelkevers (Mordellidae). De wetenschappelijke naam van de soort is voor het eerst geldig gepubliceerd in 1954 door Ermisch.